# Конфедерація (Японія)

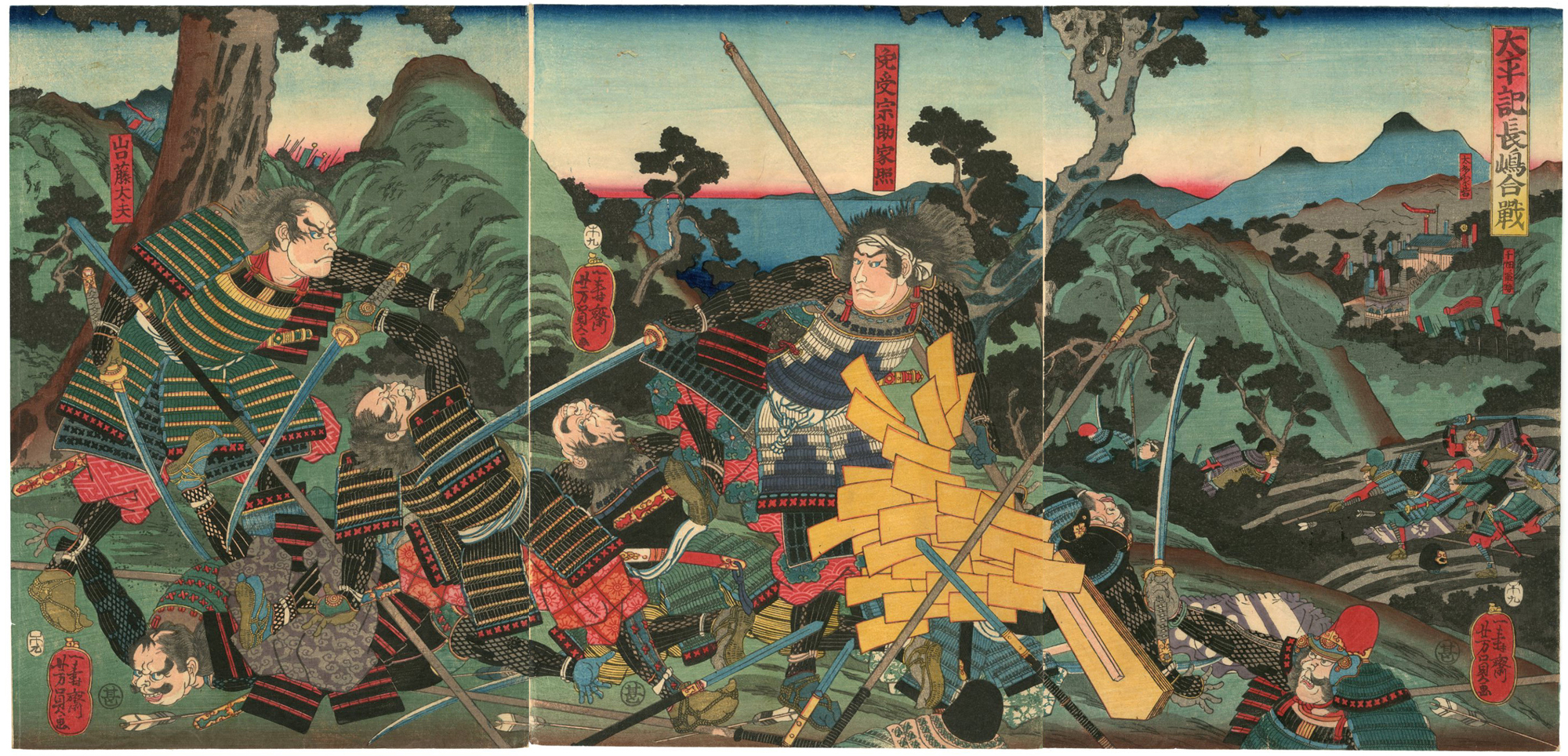
Бій конфедератів Наґашіми із вояками магната Оди Нобунаґи бл. 1574 р.

Конфедера́ція (【一揆】, いっき, іккі) — у Японії середньовіччя і раннього нового часу територіальний союз дрібної знаті та простолюду. Укладався для захисту членів союзу або опору владі — шьоґуну і магнатерії. Формувався за становими чи релігійними ознаками, на постійній чи ситуативній основі. Серед найбільших — об’єднання послідовників Істинної секти Чистої Землі (іккō іккі), яке 1488 року захопило провінцію Каґа. Також існували міщанські конфедерації вірян секти Лотоса (хокке іккі), селянські (земельні) конфедерації (цучі іккі), конфедерації дрібних самураїв (краян) певного регіону (кокуджін іккі). Конфедерації подавали петиції владі з вимогами касації боргових зобов’язань, податків, повинностей, а у випадку відмови піднімали бунти. Ці самоврядні оборонні союзи були незалежними або перебували під протекторатом певного володаря. Одними з найвідоміших конфедерацій дрібних самураїв були конфедерації так званих «диверсантів» нінджя Іґи та Коґи, а також найманців Сайка з провінції Кії. У XVII—XIX століттях діяли переважно селянські конфедерації, які часто піднімали повстання. Внаслідок цього у новітній японській мові основним значенням іккі стало «бунт», «повстання».

## Список
- 1720: Мінаміямська конфедерація (провінція Муцу, місцевість Айдзу)[3].